# Zliechovská jednotka
Zliechovská jednotka nebo zliechovská série/sukcese představuje faciální hlubinné jursko-středněkřídový sled hornin fatrika. Typické hlubinné sedimenty v ní představují především spodně jurské skvrnité slínovce (tzv. fleckenmergel) a středně až svrchně jurské radiolarity a radiolariové vápence.
Zliechovská jednotka resp. série byla definována Michalem Maheľem v roce 1961. Pojmenována je podle výskytů u obce Zliechov ve Strážovských vrších.

## Rozšíření
Tvoří hlavní masy fatrika v oblasti středního Slovenska. Je rozšířena především v Malé a Velké Fatře a Strážovských vrších. Převažuje také na jihozápadě Povážského Inovce, severozápadě Nízkých Tater a severu Tater. Slabě zastoupena je v Malých Karpatech a západní části Tater.

## Stratigrafie

### Trias
Triasové části zliechovské jednotky jsou totožné s ostatními sukcesemi fatrika, takže o zliechovské jednotce lze hovořit pouze v případě přítomnosti jurských a mladších hornin. Triasová sedimentace představuje typický vývoj, podobný ostatním středokarpatským sledům. Tvoří ji jen místy zachované křemence lúžňanského souvrství nejspodnějšího triasu. Nad nimi leží několik desítek metrů tlusté pestré verfénské břidlice (olenekského stáří) a tmavé guttensteinské vápence (aniského stáří). Masivní ramsauské dolomity (stáří ladin až karn) mohou dosahovat celkové tloušťky až 500 m. V dolomitickém souvrství, zejména v jeho vrchní části někdy vystupují polohy šedých podhradských vápenců nebo šedých písčitých lunzských břidlic, které dosahují tloušťky maximálně do 30 m. Jejich přítomnost umožňuje někdy vyčlenit v rámci dolomitových poloh v jejich vrchní části souvrství hauptdolomitu. Svrchně triasovou sedimentaci zakončuje nordické souvrství písčitých břidlic tzv. karpatského keupru a rétské organodetritické fatranské souvrství.

### Jura až střední křída
Bázi zliechovské sukcese tvoří křemenné vápnité pískovce, břidlice a slínité vápence s organodetritem kopieneckého souvrství (stáří hettang-spodní sinemur), mocnosti do 130 m. Nad nimi leží allgäuské souvrství (stáří sinemúr /lotaring až toark), které tvoří typické tmavošedé vrstevnaté skvrnité slínovce se stopami bioturbace, známé jako fleckenmergel. Jeho tloušťka dosahuje nezřídka 250 m. Místy se ve vrchní části souvrství vyskytují spongolity a krinoidové vápence (tzv. křemitý fleckenmergel; stářím odpovídají aalenu) mocnosti do 15 m. V nadloží allgäuského souvrství se místy nacházejí hierlatzské (krinoidové) a adnetské (červeně hlíznaté) vápence (stáří pliensbach-toark). Většinou tam však lze nalézt červené a zelené radiolaritové vápence a radiolarity ždiarského souvrství (bajok-kimeridž až callov-oxford). Dosahují mocnosti kolem 50 - 60 m. Nad nimi se nacházejí světle šedé až růžové slínovce a lavicovité, místy hlíznaté, kalové vápence se sakokómami tvořící jaseninské souvrství (stáří kimeridž-spodní titón). Souvrství nezřídka pozvolna přecházející z podloží, dosahuje tloušťky asi 20 - 50 m. Pokračováním hemipelagických slínitých sedimentací jsou světlé mikritické kalpionelové vápence typu Biancone osnického souvrství (stáří vrchní tithon-berias) tloušťky od 50 do 200 m. Uprostřed neokómských slínů se lokálně vyskytují i tělesa organodetritických muráňských vápenců (stáří vrchní hoteriv-spodní apt). Mráznické souvrství (stáří valanžin-barém, respektive až spodní apt) v jejich nadloží je tvořeno šedými až nahnědlými vrstevnatými jílovitými vápenci a dohromady tloušťky místy až 400 m. Vyznačuje se větším podílem jílovité složky stejně jako podložní souvrství. Nárůst sedimentace klastického materiálu je patrný hlavně v nadložní porubského souvrství (stáří alb-spodní cenoman) s turbiditovými pískovci, jílovci, slínovci a písčitými vápenci. Lokálně se vyskytují i mixtitové vlkolínské brekcie (alb), případné exotické konglomeráty. Porubské souvrství je považováno za synorogénní flyš a dosahuje tloušťku od několika desítek až po 400 m. V slínovcích albu byly na některých místech nalezeny polohy bazických tufitů nebo hyaloklastitů. Po, resp. v průběhu usazování nejmladších částí porubského souvrství, se předpokládá hlavní fáze zasunutí příkrovu. Analogicky vrstevnaté sledy byly pozorovány i v domovské oblasti příkrovu v obalové jednotce Velkého Boku v severním veporiku.

## Stavba
V jižnějších oblastech se vyznačuje poměrně jednoduchou stavbou. V severních oblastech přibývají dílčí násunové poruchy, ležaté vrásy a šupinové zóny tvořené mladšími křídovými členy. Triasové složky vrstevnatého sledu převažují hlavně na jihu, zatímco mladší křídové členy jsou častější na severu. Takové rozložení potvrzuje předpoklad, že fatrikum bylo ve značné míře tektonicky transportováno gravitačním přesunem.